# 심심풀이 - 러브서바이벌 두근두근
《심심풀이 - 러브서바이벌 두근두근》은 2004년 10월 16일부터 2005년 1월 15일까지 방송되었던 예능 프로그램이다.

## 출연자

### 남자
- 13회 : 비, MC몽, 재희, 강두, 고영욱
- 14회 : 비, MC몽, 재희, 강두, 고영욱
- 15회 : 재희, 고영욱, 강두, 김상혁, 김진
- 16회 : 재희, 고영욱, 강두, 김상혁, 김진
- 17회 : 현빈, 재희, 강두, 고영욱, 김진, 김상혁
- 18회 : 현빈, 재희, 강두, 고영욱, 김진, 김상혁
- 19회 : 김종국, 토니, 재희, 고영욱, 강두
- 20회 : 김종국, 토니, 재희, 고영욱, 강두
- 21회 : 김종국, 김진, 재희, 고영욱, 강두
- 22회 : 김종국, 김진, 재희, 고영욱, 강두
- 23회 : 박광현, 김상혁, 김진, 고영욱, 강두
- 24회 : 박광현, 김상혁, 김진, 고영욱, 강두
- 25회 : 홍경민, 김상혁, 김진, 고영욱, 강두
- 26회 : 홍경민, 김상혁, 김진, 이정, 고영욱, 강두

### 여자
- 김아중, 김현지, 사희, 이희진, 황보라, 신민희(15회부터)

## 게임 방식
게임 방식은 여러 차례 바뀌었다.
- 커플 선정 게임 <이리 와!>

호감도와 상관없이 무작위 커플 선정 게임으로, 남자는 화살 끝을 잡고 여자는 화살촉을 잡아 남자가 끌고 끌려오는 여성과 한 커플이 된다.
- 심박수를 높여라! <사랑은 통화중...>

닭살 멘트를 날려 서로의 심박수를 합쳐 가장 높은 점수를 얻은 커플이 승리한다.
- 바꿔 바꿔 <체인징 파트너>

내 마음을 사로잡은 이성과 커플이 되어 있는 동성에게 대결을 신청해서 이기면 파트너를 체인지할 수 있다.
- 마지막 서바이벌 <최종 선택>

## 같이 보기
- 강호동의 천생연분
- 천생연분 리턴즈